# Osvaldo Ávila Rozainz
Osvaldo Ávila Rozainz (7 de marzo de 1979) es un deportista mexicano que compitió en taekwondo. Ganó una medalla de plata en el Campeonato Panamericano de Taekwondo de 2000 en la categoría de –54 kg.

## Palmarés internacional
| Campeonato Panamericano | Campeonato Panamericano | Campeonato Panamericano | Campeonato Panamericano |
| Año                     | Lugar                   | Medalla                 | Categoría               |
| ----------------------- | ----------------------- | ----------------------- | ----------------------- |
| 2000                    | Oranjestad (Aruba)      | Medalla de plata        | –54 kg                  |